# یواس‌اس استینگری (اس‌اس-۱۸۶)
یواس‌اس استینگری (اس‌اس-۱۸۶) (به انگلیسی: USS Stingray (SS-186)) یک زیردریایی به طول ۳۰۸ فوت ۰ اینچ (۹۳٫۸۸ متر) بود. این زیردریایی در سال ۱۹۳۷ ساخته شد.